# Henry Kane
Pour les articles homonymes, voir Kane.
Henry Kane, né le 18 mai 1908 à New York et mort le 10 octobre 1988 à Lido Beach, comté de Nassau dans l'État de New York, est un écrivain et scénariste américain, auteur de nombreux romans policiers.
Pendant sa carrière, il utilise plusieurs pseudonymes : Anthony McCall, Kenneth R. McKay, Mario J. Sagola, Katherine Stappleton.

## Biographie
Avocat de formation, il amorce sa carrière d'écrivain par la publication de nouvelles dans Esquire et Metropolitan Magazine.
Il publie son premier roman, Les Auréoles au dépotoir (A Halo for Noboldy), en 1947, où apparaît pour la première fois le détective privé Richard Peter Chambers, héros d'une vingtaine de romans et d'autant de nouvelles. En marge de cette série, Henry Kane signe plus d'une quarantaine de romans et créée deux autres personnages récurrents : Marla Trent, une détective femme, puis McGregor, un inspecteur de police à la retraite devenu détective privé. Marla Trent et Richard Peter Chambers apparaissent tous deux dans Arêtes de grenouille (Kisses of Death, 1962).
Sous le pseudonyme d'Anthony McCall, il signe deux romans d’espionnage, genre qu'il aborde également avec The Tripoli Documents (1976), publié sous son patronyme.
Il travaille aussi comme scénariste pour la télévision et le cinéma. Il signe notamment deux adaptations de romans d’Ed McBain : Un tueur se promène (Cop Hater) et The Mugger, deux films réalisés par William A. Berke en 1958.

## Œuvre

### Romans

#### SérieRichard Peter Chambers
- A Halo for Noboldy (1947) Publié en français sous le titre Les Auréoles au dépotoir, Paris, Gallimard, coll. « Série noire » no 57, 1950 ; réédition, Paris, Librairie des Champs-Élysées, coll. « Détective Club », 1995  (ISBN 2-7024-9504-4)
- Armchair in Hell (1948) Publié en français sous le titre Un fauteuil en enfer, Paris, Gallimard, coll. « Série noire » no 28, 1949 ; réédition, Paris, Gallimard, coll. « Carré noir » no 3, 1971  (ISBN 2-07-043003-0) ; réédition, Paris, Librairie des Champs-Élysées, coll. « Détective Club », 1995  (ISBN 2-7024-9503-6) ; réédition, Paris, Librairie des Champs-Élysées, coll. « Pulp série » no 15, 1999  (ISBN 2-7024-9342-4)
- Hand by Your Neck (1949)
- A Corpse for Christmas (1951), aussi publié sous le titre The Deadly Doll e Homicide at Yuletide Publié en français sous le titre Embûche de Noël, Paris, Gallimard, coll. « Série noire » no 137, 1952 ; réédition, Paris, Gallimard, coll. « Carré noir » no 278, 1978  (ISBN 2-07-043278-5) ; réédition, Paris, Librairie des Champs-Élysées, coll. « Détective Club », 1995  (ISBN 2-7024-9506-0)
- Until You Are Dead (1951) Publié en français sous le titre Le Panier de crabes, Paris, Gallimard, coll. « Série noire » no 114, 1952 ; réédition, Paris, Gallimard, coll. « Carré noir » no 99, 1972  (ISBN 2-07-043099-5) ; réédition, Paris, Librairie des Champs-Élysées, coll. « Détective Club », 1995  (ISBN 2-7024-9505-2)
- Too French and too Deadly (1955), aussi publié sous le tire The Narrowing Lust Publié en français sous le titre Cadavériquement vôtre, Paris, Gallimard, coll. « Série noire » no 323, 1956
- Who Killed Sweet Sue? (1956), aussi publié sous le titre Sweet Charlie
- Fistful of Death (1958), aussi publié sous le titre The Dangling Man Publié en français sous le titre La Mort à sa boutonnière, Paris, Gallimard, coll. « Série noire » no 546, 1960
- Death Is the Last Lover (1959), aussi publié sous le titre Nirvana Can Also Mean Death Publié en français sous le titre À servir frappé, Paris, Gallimard, coll. « Série noire » no 526, 1959
- Death of a Flack (1961) Publié en français sous le titre Les carats sont rouges, Paris, Gallimard, coll. « Série noire » no 712, 1962
- Death of a Bed (1961) Publié en français sous le titre Tu perds les pétales, Paris, Gallimard, coll. « Série noire » no 780, 1963
- Death of a Hooker (1961) Publié en français sous le titre Au grand dam de ces dames, Paris, Gallimard, coll. « Série noire » no 840, 1964
- Kisses of Death (1962), aussi publié sous le titre Killer's Kiss Publié en français sous le titre Arêtes de grenouille, Paris, Gallimard, coll. « Série noire » no 794, 1963
- Death of a Dastard (1962) Publié en français sous le titre Moisson de poupées, Paris, Gallimard, coll. « Série noire » no 806, 1963
- Never Give a Millionaire an Even Break (1963), aussi publié sous le titre Murder for the Millions Publié en français sous le titre À la trappe les nababs !, Paris, Gallimard, coll. « Série noire » no 865, 1964
- Nobody Loves a Loser (1963), aussi publié sous le titre Who Dies There? Publié en français sous le titre Dans les grandes largeurs, Paris, Gallimard, coll. « Série noire » no 924, 1965
- Snatch an Eye (1963) Publié en français sous le titre Enlevez le poulet !, Paris, Gallimard, coll. « Série noire » no 916, 1965
- The Devil To Pay (1963)
- Unholy Trio (1967), aussi publié sous le titre Better Wed Than Dead
- Don't Call Me Madame (1969)
- The Schack Job (1969)
- The Bomb Job (1970)
- Don't Go Away Dead (1970)
- The Glow Job (1971)
- The Tail Job (1971)
- Come Kill with Me (1972)
- The Escort Job (1972)
- Kill for the Millions (1972)

#### SérieMarla Trent
- The Private Eyeful (1960) Publié en français sous le titre Un beau petit lot, Paris, Gallimard, coll. « Série noire » no 588, 1960

#### SérieMcGregor
- The Midnight Man (1965) Publié en français sous le titre L’Homme de minuit, Paris, Gallimard, coll. « Série noire » no 1084, 1966
- Conceal and Deguise (1966)
- Laughter in the Alehouse (1968)

#### Autres romans
- Laughter Came Screaming (1953), aussi publié sous le titre Mask for Murder
- Edge of Panic (1950) Publié en français sous le titre Panique party, Paris, Presses internationales, coll. « Inter-Police » no 36, 1960
- The Deadly Finger (1957) Publié en français sous le titre Un doigt dans le frigidaire, Paris, Presses internationales, coll. « Inter-Police » no 12, 1959
- Death for Sale (1957), aussi publié sous le titre Sleep Without Dreams Publié en français sous le titre Marchand de sommeil, Paris, Gallimard, coll. « Série noire » no 426, 1958
- Peter Gunn (1960), novélisation de la série télévisée Peter Gunn, créée et produite par Blake Edwards Publié en français sous le titre C’est quelqu’un, Paris, Gallimard, coll. « Série noire » no 683, 1961
- Run for Doom (1960)
- The Crumpled Cup (1961) Publié en français sous le titre Pour un verre de whisky, Paris, Presses internationales, coll. « Inter-Police » no 83, 1963
- My Darlin’Evangeline (1961), aussi publié sous le titre Perfect Crime Publié en français sous le titre Amis à Miami, Paris, Gallimard, coll. « Série noire » no 729, 1962
- Two Must Die (1963), aussi publié sous le titre Prey by Dawn Publié en français sous le titre La Cuisine infernale, Paris, Gallimard, coll. « Série noire » no 1012, 1966
- Dirty Gertie (1963), aussi publié sous le titre To Die or Not to Die
- Frenzy of Evil (1964)
- The Virility Factor (1971)
- The Moonlighter (1971)
- Decision (1973)
- A Kind of Rape (1974)
- The Violator (1974)
- The Avenger (1975)
- Lust of Power (1975)
- The Tripoli Documents (1976)
- The Little Red Phone (1982)

#### Sous le pseudonyme d'Anthony McCall
- Opération Delta (1966) Publié en français sous le titre Opération Delta, Paris, Gallimard, coll. « Série noire » no 1126, 1967
- Holocauste (1967)

#### Sous le pseudonyme de Mario J. Sagola
- The Manacle (1978)
- The Naked Bishop (1980)

#### Sous le pseudonyme de Kenneth R. McKaye
- Shadow of the Knife (1978)
- Indecent Relations (1982)

#### Sous le pseudonyme de Katherine Stapleton
- Without Sin among You (1979)

### Recueils de nouvelles

#### SérieRichard Peter Chambers
- Report for a Corpse (1948), aussi publié sous le titre Murder of the Park Avenue
- My Business Is Murder (1954) Publié en français sous le titre Indice poche restante, Paris, Presses internationales, coll. « Inter-Police » no 25, 1960
- Trinity in Violence (1955)
- Trilogy in Jeopardy (1955)
- The Case of the Murdered Madame (1955), aussi publié sous le titre Triple Terror
- Death on the Double (1957) Publié en français sous le titre Pétards et Flonflons, Paris, Gallimard, coll. « Série noire » no 453, 1958
- The Name is Chambers (1957)
- Kiss! Kiss! Kill! Kill! (1970)

### Nouvelles

#### SérieRichard Peter Chambers
- A Matter of Motive (1947)
- A Glass of Milk (1947)
- Kudos for the Kid (1947)
- Report for the Corpse (1947) Publié en français sous le titre Un rapport pour un macchabée, Paris, Fayard, Le Saint détective magazine no 131, janvier 1966
- Hang by Your Neck (1948)
- Armchair in Hell (1948)
- Suicide is Scandolous (1948)
- The Shoe Fits (1948)
- A Corpse for Christmas (1950)
- One Little Bullet (1953)
- The Wrong Touch (1953)
- Far Cry (1953) Publié en français sous le titre L'Arme à gauche, Paris, OPTA, Suspense no 8, novembre 1956
- The Big Touch (1954)
- Loose End (1954)
- Candlestick (1954)
- Skip a Beat (1954)
- Precise Moment (1954) Publié en français sous le titre Instant précis, Paris, OPTA, Suspense no 3, juin 1956
- Slaughter on Sunday (1955)
- The Candlestick (1955)
- The Little Black Bag (1955)
- Sweet Charlie (1955)
- Watch the Jools (1957)
- Beautiful Day (1957)
- The Wrong Touch (1957)
- Ghost Story (1960) Publié en français sous le titre Le Fantôme derrière la porte, Paris, OPTA, Alfred Hitchcock magazine no 6, octobre 1961 ; réédition dans l'anthologie Histoires à n'en pas revenir, Paris, LGF, coll. « Le Livre de poche » no 3002, 1988  (ISBN 2-253-04629-9)
- Death in Bed (1960)
- The Memory Guy (1965)

#### Autres nouvelles
- The Deadly Sins (1957)
- A Corpse That Didn't Die (1959)
- Death in Bell (1960)
- I'm No Hero (1960)
- Death of a Flack (1960)
- The Gorgeous Murder (1961)
- The Death of the Golden Trumpet (1962)
- Circle of Jeopardy (1964)
- Please Forgive (1965) Publié en français sous le titre Ma chair et mon sang, Paris, OPTA, Alfred Hitchcock magazine no 16, août 1962 ; réédition sous le titre L'Absolution, dans l'anthologie Histoires à suspense, Paris, Presse-Pocket coll. « Pocket » no 4293, 1995  (ISBN 2-266-06399-5)
- Graveyard Shift (1966)

### Autre publication
- How to Write a Song (1962)

## Filmographie

### En tant que scénariste

#### Au cinéma
- 1950 : Le Traqué (Gunman in the Streets), film français réalisé par Frank Tuttle. Henry Kane écrit des dialogues additionnels pour la version américaine de ce film français.
- 1958 : Un tueur se promène (Cop Hater), film américain réalisé par William Berke, adaptation par Henry Kane du roman Du balai ! (Cop Hater), avec Robert Loggia dans le rôle de Steve Carella, rebaptisé Carelli dans le film.
- 1958 : The Mugger, film américain réalisé par William Berke, adaptation libre par Henry Kane du roman Le Sonneur (The Mugger), de Ed McBain, où les noms des personnages et les péripéties sont modifiés.

#### À la télévision
- 1951 - 1952 : Martin Kane, Private Eye, série télévisée américaine - 7 épisodes
- 1953 : The Fathers, épisode 30, saison 5 de la série télévisée américaine Westinghouse Studio One
- 1958 : A Grave Undertaking, épisode 11, saison 1, de la série télévisée américaine Mike Hammer

## Hommage
Dennis John Andrew Phillips, auteur anglais de roman policier, adopte en 1961 le pseudonyme de Peter Chambers en hommage au privé d'Henry Kane.